# NTM (ヒップホップ)
NTM、またはシュプレームNTM（Suprême NTM）はフランスのヒップホップ・バンド。1989年にパリの郊外、セーヌ＝サン＝ドニ県で結成された。

## 来歴
メンバーはジョーイ・スター（JoeyStarr、本名：ディディエ・モルビル、Didier Morville）と、クール・シェン（Kool Shen、本名：ブルーノ・ロペス、Bruno Lopes）の2人。解散までに6枚のアルバムをリリースし、特に1998年にリリースされた4枚目のアルバムSuprême NTMは80万枚を売り上げる商業的成功をおさめた。1990年代前半の黎明期のフランスのヒップホップを支えたユニットである。
1998年、オリジナル作品としては最後となるアルバムSuprême NTMをリリースした後、メンバーはそれぞれ自分のレーベルを興してソロ活動に入り、新しいグループのプロモーションをしたり服のブランドを立ち上げたりしている。
公式にはNTMは解散しておらず、両メンバーのレーベル所属のアーティスト同士をぶつけ合った2001年のアルバムduelにもNTMの名が使われてはいるものの、実質的には解散状態であり、Kool Shen は2004年に「NTMは1998年に終わった」と語っている。

## 名称と音楽性
NTMとはフランス語のスラング「Nique Ta Mère」の頭文字である。「niquer」とはフランス語の動詞「forniquer」の前半が脱落した略語であり、「Nique Ta Mère」とは全体で「お前の母親を強姦しろ！」という意味の罵り言葉となる。
NTMは政治体制に対する強い敵対心、攻撃的な歌詞、フランス当局との法廷闘争などで知られている。彼らの音楽性はハードコアヒップホップが中心であるが、特に後期の頃のアルバムにはファンクやソウルミュージック、レゲエなどの要素も含まれている。
NTMはフランスの人種差別や階級格差に対して歯に衣着せず言及する。初期の頃は暴力的な内容も多かったが、「Pose ton Gun」（銃を捨てろ）に代表される後期の作品は非暴力的である。
2人のラップのスタイルは対照的であり、Joey Starr は低音で響き渡るゆっくりしたフローで攻撃的な歌詞であるのに対し、Kool Shen はファンキーで、機知に富んでより感傷的な歌詞である。

## 当局との衝突
1993年リリースの 1993... J'appuie sur la Gâchette に収録された同名のトラックでは自殺について、また「La Police」では暴力的な歌詞で警察を攻撃している。NTMは警察によって訴えられ、NTMは勝訴したものの、多くのラジオ局はNTMの楽曲をボイコットした。
1995年にはライブコンサート中に警察を攻撃し、警察に対する暴力を支持する発言をした。これによって再び警察との法廷闘争に発展し、懲役6ヶ月の判決を受けた。後に懲役2ヶ月と罰金5万フランに減刑された。
Joey Starrは航空機の客室乗務員に対する暴行で1998年に、元ガールフレンドに対する暴行で1999年に実刑を受けている。Joey Starrは後にイメージを一新しようと2002年に、NTM時代とは作風の異なるソロ曲をリリースしたが、同年Joey がペットのサルを虐待している様子を撮影され、逆にイメージは悪化してしまった。

## アルバム
- 1991年 : Authentik
- 1993年 : 1993… J'Appuie Sur La Gâchette
- 1995年 : Paris Sous Les Bombes
- 1998年 : Suprême NTM
- 2000年 : Live (1991-1998)
- 2001年 : NTM Le Clash - BOSS Vs IV My People
- 2007年 : Suprême NTM - Best Of 2007